# La Boîte à bidules de l'oncle Ernest
La Boîte à bidules de l’oncle Ernest est un jeu vidéo d’aventure et de réflexion conçu par Éric Viennot et développé par Lexis Numérique. Sorti en 2002, c’est le premier opus de la série dérivée des Aventures de l’oncle Ernest, destinée à un public de 5 à 8 ans.